# Svjetsko prvenstvo u rukometu
Svjetsko rukometno prvenstvo za muškarce športsko je natjecanje koje se održava od 1938. godine, a stalno od 1954. godine. U početku se održavalo svake četiri godine, a od 1993. svake druge godine.

## Pregled prvenstava
| 1938. Detalji | Njemačka                 | Njemačka         | bez finala         | Austrija         | Švedska          | bez utakmice za 3. mjesto | Danska           |
| 1954. Detalji | Švedska                  | Švedska          | 17:14              | Njemačka1        | Čehoslovačka     | 24:11                     | Švicarska        |
| 1958. Detalji | Istočna Njemačka         | Švedska          | 22:12              | Čehoslovačka     | Njemačka1        | 16:13                     | Danska           |
| 1961. Detalji | Zapadna Njemačka         | Rumunjska        | 9:8 (produžetci)   | Čehoslovačka     | Švedska          | 17:14                     | Njemačka1        |
| 1964. Detalji | Čehoslovačka             | Rumunjska        | 25:22              | Švedska          | Čehoslovačka     | 22:15                     | Zapadna Njemačka |
| 1967. Detalji | Švedska                  | Čehoslovačka     | 14:11              | Danska           | Rumunjska        | 21:19 (produžetci)        | Sovjetski Savez  |
| 1970. Detalji | Francuska                | Rumunjska        | 13:12 (produžetci) | Istočna Njemačka | Jugoslavija      | 29:12                     | Danska           |
| 1974. Detalji | Istočna Njemačka         | Rumunjska        | 14:12              | Istočna Njemačka | Jugoslavija      | 18:16                     | Poljska          |
| 1978. Detalji | Danska                   | Zapadna Njemačka | 20:19              | Sovjetski Savez  | Istočna Njemačka | 19:15                     | Danska           |
| 1982. Detalji | Zapadna Njemačka         | Sovjetski Savez  | 30:27 (produžetci) | Jugoslavija      | Poljska          | 23:22                     | Danska           |
| 1986. Detalji | Švicarska                | Jugoslavija      | 24:22              | Mađarska         | Istočna Njemačka | 24:23                     | Švedska          |
| 1990. Detalji | Čehoslovačka             | Švedska          | 27:23              | Sovjetski Savez  | Rumunjska        | 27:21                     | Jugoslavija      |
| 1993. Detalji | Švedska                  | Rusija           | 28:19              | Francuska        | Švedska          | 26:19                     | Švicarska        |
| 1995. Detalji | Island                   | Francuska        | 23:19              | Hrvatska         | Švedska          | 26:20                     | Njemačka         |
| 1997. Detalji | Japan                    | Rusija           | 23:21              | Švedska          | Francuska        | 28:27                     | Mađarska         |
| 1999. Detalji | Egipat                   | Švedska          | 25:24              | Rusija           | SR Jugoslavija   | 27:24                     | Španjolska       |
| 2001. Detalji | Francuska                | Francuska        | 28:25 (produžetci) | Švedska          | SR Jugoslavija   | 27:17                     | Egipat           |
| 2003. Detalji | Portugal                 | Hrvatska         | 34:31              | Njemačka         | Francuska        | 27:22                     | Španjolska       |
| 2005. Detalji | Tunis                    | Španjolska       | 40:34              | Hrvatska         | Francuska        | 26:25                     | Tunis            |
| 2007. Detalji | Njemačka                 | Njemačka         | 29:24              | Poljska          | Danska           | 34:27                     | Francuska        |
| 2009. Detalji | Hrvatska                 | Francuska        | 24:19              | Hrvatska         | Poljska          | 31:23                     | Danska           |
| 2011. Detalji | Švedska                  | Francuska        | 37:35 (produžetci) | Danska           | Španjolska       | 24:23                     | Švedska          |
| 2013. Detalji | Španjolska               | Španjolska       | 35:19              | Danska           | Hrvatska         | 31:26                     | Slovenija        |
| 2015. Detalji | Katar                    | Francuska        | 25:22              | Katar            | Poljska          | 29:28 (produžetci)        | Španjolska       |
| 2017. Detalji | Francuska                | Francuska        | 33:26              | Norveška         | Slovenija        | 31:30                     | Hrvatska         |
| 2019. Detalji | Danska Njemačka          | Danska           | 31:22              | Norveška         | Francuska        | 26:25                     | Njemačka         |
| 2021. Detalji | Egipat                   | Danska           | 26:24              | Švedska          | Španjolska       | 35:29                     | Francuska        |
| 2023. Detalji | Poljska Švedska          | Danska           | 34:29              | Francuska        | Španjolska       | 39:36                     | Švedska          |
| 2025. Detalji | Hrvatska Danska Norveška | Danska           | 32:26              | Hrvatska         | Francuska        | 35:34                     | Portugal         |
| 2027. Detalji | Njemačka                 |                  |                    |                  |                  |                           |                  |

1 Njemačka je poslala ujedinjeni sastav, sastavljen od igrača iz Zapadne i Istočne Njemačke.

- Do 2015., Egipat i Tunis bile su jedine neeuropske momčadi (obje iz Afrike) koje su došle do polufinala, Egipat 2001., a Tunis 2005. Oboje su završili četvrti. 2015. godine europsku je dominaciju razbila azijska momčad Katar, kojoj su okosnicu činili sedmorica naturaliziranih Europljana i jedan Kubanac.

## Odličja po državama
Po stanju nakon SP 2025.
| Poz. | Momčad         | Zlato | Srebro | Bronca | Ukupno |
| 1.   | Francuska      | 6     | 2      | 5      | 13     |
| 2.   | Švedska        | 4     | 4      | 4      | 12     |
| 3.   | Danska         | 4     | 3      | 1      | 8      |
| 4.   | Rumunjska      | 4     | 0      | 2      | 6      |
| 5.   | Njemačka       | 3     | 2      | 1      | 6      |
| 6.   | Španjolska     | 2     | 0      | 3      | 5      |
| 7.   | Rusija         | 2     | 1      | 0      | 3      |
| 8.   | Hrvatska       | 1     | 4      | 1      | 6      |
| 9.   | Čehoslovačka   | 1     | 2      | 2      | 5      |
| 10.  | SSSR           | 1     | 2      | 0      | 3      |
| 11.  | Jugoslavija    | 1     | 1      | 2      | 4      |
| 12.  | SR Njemačka    | 1     | 0      | 0      | 1      |
| 13.  | DR Njemačka    | 0     | 2      | 2      | 4      |
| 14.  | Norveška       | 0     | 2      | 0      | 2      |
| 15.  | Poljska        | 0     | 1      | 3      | 4      |
| 16.  | Austrija       | 0     | 1      | 0      | 1      |
| 16.  | Katar          | 0     | 1      | 0      | 1      |
| 16.  | Mađarska       | 0     | 1      | 0      | 1      |
| 19.  | SR Jugoslavija | 0     | 0      | 2      | 2      |
| 20.  | Slovenija      | 0     | 0      | 1      | 1      |

## Ukupna statistika
| Država                                                                   | Odigrane utakmice | Pobjeda | Neriješeno | Poraz | Postignuti golovi | Primljeni golovi | Razlika |
| ------------------------------------------------------------------------ | ----------------- | ------- | ---------- | ----- | ----------------- | ---------------- | ------- |
| Švedska                                                                  | 147               | 101     | 3          | 43    | 3559              | 2988             | +571    |
| Njemačka(1993-) SR Njemačka (1938–1993)                                  | 142               | 93      | 11         | 38    | 3448              | 2838             | +610    |
| Španjolska                                                               | 124               | 81      | 7          | 36    | 3374              | 2882             | +492    |
| Francuska                                                                | 126               | 78      | 5          | 43    | 3084              | 2746             | +338    |
| Danska                                                                   | 122               | 70      | 4          | 48    | 2789              | 2541             | +248    |
| Mađarska                                                                 | 119               | 61      | 8          | 50    | 2808              | 2661             | +147    |
| Rumunjska                                                                | 92                | 57      | 4          | 31    | 2076              | 1840             | +236    |
| Rusija                                                                   | 80                | 55      | 5          | 20    | 2230              | 1895             | +335    |
| Hrvatska                                                                 | 75                | 55      | 4          | 16    | 2186              | 1857             | +329    |
| Island                                                                   | 100               | 45      | 4          | 51    | 2440              | 2363             | +77     |
| Poljska                                                                  | 79                | 44      | 3          | 32    | 1907              | 1814             | +93     |
| Čehoslovačka                                                             | 71                | 40      | 7          | 24    | 1415              | 1192             | +223    |
| Egipat                                                                   | 80                | 36      | 3          | 41    | 1902              | 1967             | -65     |
| Jugoslavija                                                              | 59                | 35      | 5          | 19    | 1249              | 1063             | +186    |
| SSSR                                                                     | 51                | 35      | 2          | 14    | 1171              | 899              | +272    |
| Norveška                                                                 | 78                | 34      | 7          | 37    | 1845              | 1744             | +101    |
| Srbija (2007-) Srbija i Crna Gora (2003–2005) SR Jugoslavija (1993–2001) | 60                | 34      | 6          | 20    | 1714              | 1523             | +191    |
| Južna Koreja                                                             | 72                | 28      | 4          | 40    | 1945              | 1933             | +12     |
| Tunis                                                                    | 69                | 25      | 4          | 40    | 1723              | 1778             | -55     |
| DR Njemačka                                                              | 45                | 24      | 6          | 15    | 875               | 753              | +122    |
| Švicarska                                                                | 50                | 19      | 4          | 27    | 914               | 1006             | -92     |
| Japan                                                                    | 61                | 16      | 2          | 43    | 1265              | 1598             | -333    |
| Alžir                                                                    | 70                | 14      | 9          | 47    | 1508              | 1771             | -263    |
| Češka                                                                    | 37                | 14      | 4          | 19    | 968               | 972              | -4      |
| Kuba                                                                     | 48                | 14      | 3          | 31    | 1227              | 1350             | -123    |
| Slovenija                                                                | 34                | 13      | 2          | 19    | 980               | 952              | +28     |
| Argentina                                                                | 50                | 12      | 4          | 34    | 1173              | 1381             | -208    |
| Brazil                                                                   | 56                | 12      | 1          | 43    | 1247              | 1563             | -316    |
| Ukrajina                                                                 | 15                | 9       | 0          | 6     | 412               | 387              | +25     |
| Austrija                                                                 | 19                | 8       | 1          | 10    | 418               | 430              | -12     |
| Portugal                                                                 | 18                | 7       | 0          | 11    | 478               | 450              | +28     |
| Slovačka                                                                 | 16                | 6       | 2          | 8     | 458               | 455              | +3      |
| Kuvajt                                                                   | 46                | 6       | 0          | 40    | 937               | 1416             | -479    |
| Bjelorusija                                                              | 9                 | 5       | 0          | 4     | 278               | 247              | +31     |
| Sjeverna Makedonija                                                      | 14                | 5       | 0          | 9     | 378               | 409              | -31     |
| Grčka                                                                    | 9                 | 4       | 1          | 4     | 246               | 245              | +1      |
| Angola                                                                   | 11                | 3       | 0          | 8     | 262               | 379              | -117    |
| Katar                                                                    | 18                | 3       | 0          | 15    | 429               | 614              | -185    |
| Maroko                                                                   | 31                | 2       | 3          | 26    | 673               | 907              | -234    |
| Litva                                                                    | 6                 | 2       | 1          | 3     | 130               | 134              | -4      |
| Bahrein                                                                  | 7                 | 2       | 0          | 5     | 168               | 226              | -58     |
| Bugarska                                                                 | 9                 | 2       | 0          | 7     | 168               | 207              | -39     |
| Kina                                                                     | 10                | 2       | 0          | 8     | 223               | 353              | -130    |
| Grenland                                                                 | 16                | 2       | 0          | 14    | 345               | 489              | -144    |
| Saudijska Arabija                                                        | 29                | 2       | 0          | 27    | 594               | 819              | -225    |
| Italija                                                                  | 5                 | 1       | 1          | 3     | 100               | 105              | -5      |
| Čile                                                                     | 7                 | 1       | 1          | 5     | 164               | 216              | -52     |
| Australija                                                               | 37                | 1       | 0          | 36    | 667               | 1377             | -710    |
| Finska                                                                   | 3                 | 0       | 1          | 2     | 46                | 60               | -14     |
| Nizozemska                                                               | 2                 | 0       | 0          | 2     | 18                | 54               | -36     |
| Luksemburg                                                               | 3                 | 0       | 0          | 3     | 20                | 128              | -108    |
| Nigerija                                                                 | 5                 | 0       | 0          | 5     | 112               | 154              | -42     |
| Kanada                                                                   | 11                | 0       | 0          | 11    | 152               | 366              | -214    |
| SAD                                                                      | 25                | 0       | 0          | 25    | 377               | 778              | -401    |

Zadnja izmjena: SP Švedska 2011

## Detalji o nastupima
| Momčad                | 1938.                                                                                               | 1954.                                                                                               | 1958.                                                                                               | 1961.                                                                                               | 1964.                                                                                               | 1967.                                                                                               | 1970.                                                                                               | 1974.                                                                                               | 1978.                                                                                               | 1982.                                                                                               | 1986.                                                                                               | 1990.                                                                                               | 1993. | 1995. | 1997. | 1999. | 2001. | 2003. | 2005. | 2007. | 2009. | 2011. | 2013. | 2015. | 2017. | 2019. | 2021.  | Ukupno |
| --------------------- | --------------------------------------------------------------------------------------------------- | --------------------------------------------------------------------------------------------------- | --------------------------------------------------------------------------------------------------- | --------------------------------------------------------------------------------------------------- | --------------------------------------------------------------------------------------------------- | --------------------------------------------------------------------------------------------------- | --------------------------------------------------------------------------------------------------- | --------------------------------------------------------------------------------------------------- | --------------------------------------------------------------------------------------------------- | --------------------------------------------------------------------------------------------------- | --------------------------------------------------------------------------------------------------- | --------------------------------------------------------------------------------------------------- | --- | --- | --- | --- | --- | --- | --- | --- | --- | --- | --- | --- | --- | --- | ------ | ------ |
| Alžir                 | neovisna država od 1962.                                                                            | neovisna država od 1962.                                                                            | neovisna država od 1962.                                                                            | neovisna država od 1962.                                                                            | -                                                                                                   | -                                                                                                   | -                                                                                                   | 15.                                                                                                 | -                                                                                                   | 16.                                                                                                 | 16.                                                                                                 | 16.                                                                                                 | - | 16. | 17. | 15. | 13. | 18. | 17. | - | 19. | 15. | 17. | 24. | - | - | 22.    | 15     |
| Angola                | neovisna država od 1975.                                                                            | neovisna država od 1975.                                                                            | neovisna država od 1975.                                                                            | neovisna država od 1975.                                                                            | neovisna država od 1975.                                                                            | neovisna država od 1975.                                                                            | neovisna država od 1975.                                                                            | neovisna država od 1975.                                                                            | -                                                                                                   | -                                                                                                   | -                                                                                                   | -                                                                                                   | - | - | - | - | - | - | 20. | 21. | - | - | - | - | 24. | 23. | 30.    | 5      |
| Argentina             | -                                                                                                   | -                                                                                                   | -                                                                                                   | -                                                                                                   | -                                                                                                   | -                                                                                                   | -                                                                                                   | -                                                                                                   | -                                                                                                   | -                                                                                                   | -                                                                                                   | -                                                                                                   | - | - | 22. | 21. | 15. | 17. | 18. | 16. | 18. | 12. | 18. | 12. | 18. | 17 | 11.    | 13     |
| Australija            | -                                                                                                   | -                                                                                                   | -                                                                                                   | -                                                                                                   | -                                                                                                   | -                                                                                                   | -                                                                                                   | -                                                                                                   | -                                                                                                   | -                                                                                                   | -                                                                                                   | -                                                                                                   | - | - | - | 24. | - | 21. | 24. | 24. | 24. | 24. | 24. | - | - | - | -      | 7      |
| Austrija              | 2.                                                                                                  | -                                                                                                   | 11.                                                                                                 | -                                                                                                   | -                                                                                                   | -                                                                                                   | -                                                                                                   | -                                                                                                   | -                                                                                                   | -                                                                                                   | -                                                                                                   | -                                                                                                   | 14. | - | - | - | - | - | - | - | - | 18. | - | 13. | - | 19. | 26.    | 7      |
| Bahrein               | neovisna država od 1971.                                                                            | neovisna država od 1971.                                                                            | neovisna država od 1971.                                                                            | neovisna država od 1971.                                                                            | neovisna država od 1971.                                                                            | neovisna država od 1971.                                                                            | neovisna država od 1971.                                                                            | -                                                                                                   | -                                                                                                   | -                                                                                                   | -                                                                                                   | -                                                                                                   | - | - | - | - | - | - | - | - | - | 23. | - | - | 23. | 20. | 21.    | 4      |
| Bjelorusija           | neovisna država od 1991.                                                                            | neovisna država od 1991.                                                                            | neovisna država od 1991.                                                                            | neovisna država od 1991.                                                                            | neovisna država od 1991.                                                                            | neovisna država od 1991.                                                                            | neovisna država od 1991.                                                                            | neovisna država od 1991.                                                                            | neovisna država od 1991.                                                                            | neovisna država od 1991.                                                                            | neovisna država od 1991.                                                                            | neovisna država od 1991.                                                                            | - | 9. | - | - | - | - | - | - | - | - | 15. | 18. | 11. | - | 17.    | 5      |
| Bosna i Hercegovina   | neovisna država od 1992.                                                                            | neovisna država od 1992.                                                                            | neovisna država od 1992.                                                                            | neovisna država od 1992.                                                                            | neovisna država od 1992.                                                                            | neovisna država od 1992.                                                                            | neovisna država od 1992.                                                                            | neovisna država od 1992.                                                                            | neovisna država od 1992.                                                                            | neovisna država od 1992.                                                                            | neovisna država od 1992.                                                                            | neovisna država od 1992.                                                                            | - | - | - | - | - | - | - | - | - | - | - | 20. | - | - | -      | 1      |
| Brazil                | -                                                                                                   | -                                                                                                   | 15.                                                                                                 | -                                                                                                   | -                                                                                                   | -                                                                                                   | -                                                                                                   | -                                                                                                   | -                                                                                                   | -                                                                                                   | -                                                                                                   | -                                                                                                   | - | 24. | 24. | 16. | 19. | 22. | 19. | 19. | 21. | 21. | 13. | 16. | 16. | 9. | 18.    | 15     |
| Bugarska              | -                                                                                                   | -                                                                                                   | -                                                                                                   | -                                                                                                   | -                                                                                                   | -                                                                                                   | -                                                                                                   | 11.                                                                                                 | .                                                                                                   | -                                                                                                   | -                                                                                                   | -                                                                                                   | - | - | - | - | - | - | - | - | - | - | - | - | - | - | -      | 2      |
| Crna Gora             | neovisna država od 2006.                                                                            | neovisna država od 2006.                                                                            | neovisna država od 2006.                                                                            | neovisna država od 2006.                                                                            | neovisna država od 2006.                                                                            | neovisna država od 2006.                                                                            | neovisna država od 2006.                                                                            | neovisna država od 2006.                                                                            | neovisna država od 2006.                                                                            | neovisna država od 2006.                                                                            | neovisna država od 2006.                                                                            | neovisna država od 2006.                                                                            | neovisna država od 2006. | neovisna država od 2006. | neovisna država od 2006. | neovisna država od 2006. | neovisna država od 2006. | neovisna država od 2006. | neovisna država od 2006. | - | - | - | 22. | - | - | - | -      | 1      |
| Čehoslovačka          | -                                                                                                   | 3.                                                                                                  | 2.                                                                                                  | 2.                                                                                                  | 3.                                                                                                  | 1.                                                                                                  | 7.                                                                                                  | 6.                                                                                                  | 11.                                                                                                 | 10.                                                                                                 | 13.                                                                                                 | 7.                                                                                                  | 7. ↓1 | država se raspala 1. siječnja 1993., ali je zajednička reprezentacija nastupila i na SP 1993., nakon čega se razdvaja na češku i slovačku reprezentaciju | država se raspala 1. siječnja 1993., ali je zajednička reprezentacija nastupila i na SP 1993., nakon čega se razdvaja na češku i slovačku reprezentaciju | država se raspala 1. siječnja 1993., ali je zajednička reprezentacija nastupila i na SP 1993., nakon čega se razdvaja na češku i slovačku reprezentaciju | država se raspala 1. siječnja 1993., ali je zajednička reprezentacija nastupila i na SP 1993., nakon čega se razdvaja na češku i slovačku reprezentaciju | država se raspala 1. siječnja 1993., ali je zajednička reprezentacija nastupila i na SP 1993., nakon čega se razdvaja na češku i slovačku reprezentaciju | država se raspala 1. siječnja 1993., ali je zajednička reprezentacija nastupila i na SP 1993., nakon čega se razdvaja na češku i slovačku reprezentaciju | država se raspala 1. siječnja 1993., ali je zajednička reprezentacija nastupila i na SP 1993., nakon čega se razdvaja na češku i slovačku reprezentaciju | država se raspala 1. siječnja 1993., ali je zajednička reprezentacija nastupila i na SP 1993., nakon čega se razdvaja na češku i slovačku reprezentaciju | država se raspala 1. siječnja 1993., ali je zajednička reprezentacija nastupila i na SP 1993., nakon čega se razdvaja na češku i slovačku reprezentaciju | država se raspala 1. siječnja 1993., ali je zajednička reprezentacija nastupila i na SP 1993., nakon čega se razdvaja na češku i slovačku reprezentaciju | država se raspala 1. siječnja 1993., ali je zajednička reprezentacija nastupila i na SP 1993., nakon čega se razdvaja na češku i slovačku reprezentaciju | država se raspala 1. siječnja 1993., ali je zajednička reprezentacija nastupila i na SP 1993., nakon čega se razdvaja na češku i slovačku reprezentaciju | država se raspala 1. siječnja 1993., ali je zajednička reprezentacija nastupila i na SP 1993., nakon čega se razdvaja na češku i slovačku reprezentaciju |        | 12     |
| Češka                 | neovisna država od 1. siječnja 1993., sudjeluje u međunarodnim natjecanjima od druge polovice 1993. | neovisna država od 1. siječnja 1993., sudjeluje u međunarodnim natjecanjima od druge polovice 1993. | neovisna država od 1. siječnja 1993., sudjeluje u međunarodnim natjecanjima od druge polovice 1993. | neovisna država od 1. siječnja 1993., sudjeluje u međunarodnim natjecanjima od druge polovice 1993. | neovisna država od 1. siječnja 1993., sudjeluje u međunarodnim natjecanjima od druge polovice 1993. | neovisna država od 1. siječnja 1993., sudjeluje u međunarodnim natjecanjima od druge polovice 1993. | neovisna država od 1. siječnja 1993., sudjeluje u međunarodnim natjecanjima od druge polovice 1993. | neovisna država od 1. siječnja 1993., sudjeluje u međunarodnim natjecanjima od druge polovice 1993. | neovisna država od 1. siječnja 1993., sudjeluje u međunarodnim natjecanjima od druge polovice 1993. | neovisna država od 1. siječnja 1993., sudjeluje u međunarodnim natjecanjima od druge polovice 1993. | neovisna država od 1. siječnja 1993., sudjeluje u međunarodnim natjecanjima od druge polovice 1993. | neovisna država od 1. siječnja 1993., sudjeluje u međunarodnim natjecanjima od druge polovice 1993. | neovisna država od 1. siječnja 1993., sudjeluje u međunarodnim natjecanjima od druge polovice 1993.                                  | 8. | 11. | - | 19. | - | 10. | 12. | - | - | - | 17. | - | - | Q ↓3   | 6      |
| Čile                  | -                                                                                                   | -                                                                                                   | -                                                                                                   | -                                                                                                   | -                                                                                                   | -                                                                                                   | -                                                                                                   | -                                                                                                   | -                                                                                                   | -                                                                                                   | -                                                                                                   | -                                                                                                   | - | - | - | - | - | - | - | - | - | 22. | 23. | 23. | 21. | 16. | 27.    | 6      |
| Danska                | 4.                                                                                                  | 5.                                                                                                  | 4.                                                                                                  | 5.                                                                                                  | 7.                                                                                                  | 2.                                                                                                  | 4.                                                                                                  | 8.                                                                                                  | 4.                                                                                                  | 4.                                                                                                  | 8.                                                                                                  | -                                                                                                   | 9. | 19. | - | 9. | - | 9. | 13. | 3. | 4. | 2. | 2. | 5. | 10. | 1. | 1.     | 24     |
| DR Kongo              | neovisna država od 1960.                                                                            | neovisna država od 1960.                                                                            | neovisna država od 1960.                                                                            | -                                                                                                   | -                                                                                                   | -                                                                                                   | -                                                                                                   | -                                                                                                   | -                                                                                                   | -                                                                                                   | -                                                                                                   | -                                                                                                   | - | - | - | - | - | - | - | - | - | - | - | - | - | - | 28.    | 1      |
| DR Njemačka           | -                                                                                                   | -                                                                                                   | -                                                                                                   | -                                                                                                   | 10.                                                                                                 | 9.                                                                                                  | 2.                                                                                                  | 2.                                                                                                  | 3.                                                                                                  | 6.                                                                                                  | 3.                                                                                                  | 8.                                                                                                  | ujedinjenjem sa SR Njemačkom država prestaje postojati 3. listopada 1990., nakon čega postaje dio zajedničke njemačke reprezentacije | ujedinjenjem sa SR Njemačkom država prestaje postojati 3. listopada 1990., nakon čega postaje dio zajedničke njemačke reprezentacije                     | ujedinjenjem sa SR Njemačkom država prestaje postojati 3. listopada 1990., nakon čega postaje dio zajedničke njemačke reprezentacije                     | ujedinjenjem sa SR Njemačkom država prestaje postojati 3. listopada 1990., nakon čega postaje dio zajedničke njemačke reprezentacije                     | ujedinjenjem sa SR Njemačkom država prestaje postojati 3. listopada 1990., nakon čega postaje dio zajedničke njemačke reprezentacije                     | ujedinjenjem sa SR Njemačkom država prestaje postojati 3. listopada 1990., nakon čega postaje dio zajedničke njemačke reprezentacije                     | ujedinjenjem sa SR Njemačkom država prestaje postojati 3. listopada 1990., nakon čega postaje dio zajedničke njemačke reprezentacije                     | ujedinjenjem sa SR Njemačkom država prestaje postojati 3. listopada 1990., nakon čega postaje dio zajedničke njemačke reprezentacije                     | ujedinjenjem sa SR Njemačkom država prestaje postojati 3. listopada 1990., nakon čega postaje dio zajedničke njemačke reprezentacije                     | ujedinjenjem sa SR Njemačkom država prestaje postojati 3. listopada 1990., nakon čega postaje dio zajedničke njemačke reprezentacije                     | ujedinjenjem sa SR Njemačkom država prestaje postojati 3. listopada 1990., nakon čega postaje dio zajedničke njemačke reprezentacije                     | ujedinjenjem sa SR Njemačkom država prestaje postojati 3. listopada 1990., nakon čega postaje dio zajedničke njemačke reprezentacije                     | ujedinjenjem sa SR Njemačkom država prestaje postojati 3. listopada 1990., nakon čega postaje dio zajedničke njemačke reprezentacije                     | ujedinjenjem sa SR Njemačkom država prestaje postojati 3. listopada 1990., nakon čega postaje dio zajedničke njemačke reprezentacije                     |        | 8      |
| Egipat                | -                                                                                                   | -                                                                                                   | -                                                                                                   | -                                                                                                   | 14.                                                                                                 | -                                                                                                   | -                                                                                                   | -                                                                                                   | -                                                                                                   | -                                                                                                   | -                                                                                                   | -                                                                                                   | 12. | 6. | 6. | 7. | 4. | 15. | 14. | 17. | 14. | 14. | 16. | 14. | 13. | 8. | 7.     | 16     |
| Finska                | -                                                                                                   | -                                                                                                   | 14.                                                                                                 | -                                                                                                   | -                                                                                                   | -                                                                                                   | -                                                                                                   | -                                                                                                   | -                                                                                                   | -                                                                                                   | -                                                                                                   | -                                                                                                   | - | - | - | - | - | - | - | - | - | - | - | - | - | - | -      | 1      |
| Francuska             | -                                                                                                   | 6.                                                                                                  | 9.                                                                                                  | 8.                                                                                                  | 13.                                                                                                 | 10.                                                                                                 | 12.                                                                                                 | -                                                                                                   | 16.                                                                                                 | -                                                                                                   | -                                                                                                   | 9.                                                                                                  | 2. | 1. | 3. | 6. | 1. | 3. | 3. | 4. | 1. | 1. | 6. | 1. | 1. | 3. | 4.     | 23     |
| Grčka                 | -                                                                                                   | -                                                                                                   | -                                                                                                   | -                                                                                                   | -                                                                                                   | -                                                                                                   | -                                                                                                   | -                                                                                                   | -                                                                                                   | -                                                                                                   | -                                                                                                   | -                                                                                                   | - | - | - | - | - | - | 6. | - | - | - | - | - | - | - | -      | 1      |
| Grenland              | Grenlandski rukometni savez primljen je u članstvo IHF-a 1998.                                      | Grenlandski rukometni savez primljen je u članstvo IHF-a 1998.                                      | Grenlandski rukometni savez primljen je u članstvo IHF-a 1998.                                      | Grenlandski rukometni savez primljen je u članstvo IHF-a 1998.                                      | Grenlandski rukometni savez primljen je u članstvo IHF-a 1998.                                      | Grenlandski rukometni savez primljen je u članstvo IHF-a 1998.                                      | Grenlandski rukometni savez primljen je u članstvo IHF-a 1998.                                      | Grenlandski rukometni savez primljen je u članstvo IHF-a 1998.                                      | Grenlandski rukometni savez primljen je u članstvo IHF-a 1998.                                      | Grenlandski rukometni savez primljen je u članstvo IHF-a 1998.                                      | Grenlandski rukometni savez primljen je u članstvo IHF-a 1998.                                      | Grenlandski rukometni savez primljen je u članstvo IHF-a 1998.                                      | Grenlandski rukometni savez primljen je u članstvo IHF-a 1998.                                                                       | Grenlandski rukometni savez primljen je u članstvo IHF-a 1998.                                                                                           | Grenlandski rukometni savez primljen je u članstvo IHF-a 1998.                                                                                           | - | 20. | 24. | - | 22. | - | - | - | - | - | - | -      | 3      |
| Hrvatska              | neovisna država od 1991., sudjeluje u međunarodnim natjecanjima od 1993.                            | neovisna država od 1991., sudjeluje u međunarodnim natjecanjima od 1993.                            | neovisna država od 1991., sudjeluje u međunarodnim natjecanjima od 1993.                            | neovisna država od 1991., sudjeluje u međunarodnim natjecanjima od 1993.                            | neovisna država od 1991., sudjeluje u međunarodnim natjecanjima od 1993.                            | neovisna država od 1991., sudjeluje u međunarodnim natjecanjima od 1993.                            | neovisna država od 1991., sudjeluje u međunarodnim natjecanjima od 1993.                            | neovisna država od 1991., sudjeluje u međunarodnim natjecanjima od 1993.                            | neovisna država od 1991., sudjeluje u međunarodnim natjecanjima od 1993.                            | neovisna država od 1991., sudjeluje u međunarodnim natjecanjima od 1993.                            | neovisna država od 1991., sudjeluje u međunarodnim natjecanjima od 1993.                            | neovisna država od 1991., sudjeluje u međunarodnim natjecanjima od 1993.                            | neovisna država od 1991., sudjeluje u međunarodnim natjecanjima od 1993.                                                             | 2. | 13. | 10. | 9. | 1. | 2. | 5. | 2. | 5. | 3. | 6. | 4. | 6. | 15.    | 14     |
| Iran                  | -                                                                                                   | -                                                                                                   | -                                                                                                   | -                                                                                                   | -                                                                                                   | -                                                                                                   | -                                                                                                   | -                                                                                                   | -                                                                                                   | -                                                                                                   | -                                                                                                   | -                                                                                                   | - | - | - | - | - | - | - | - | - | - | - | 21. | - | - | -      | 1      |
| Island                | -                                                                                                   | -                                                                                                   | 10.                                                                                                 | 6.                                                                                                  | 9.                                                                                                  | -                                                                                                   | 11.                                                                                                 | 14.                                                                                                 | 13.                                                                                                 | -                                                                                                   | 6.                                                                                                  | 10.                                                                                                 | 8. | 14. | 5. | - | 11. | 7. | 15. | 8. | - | 6. | 12. | 11. | 14. | 11. | 20.    | 21     |
| Italija               | -                                                                                                   | -                                                                                                   | -                                                                                                   | -                                                                                                   | -                                                                                                   | -                                                                                                   | -                                                                                                   | -                                                                                                   | -                                                                                                   | -                                                                                                   | -                                                                                                   | -                                                                                                   | - | - | 18. | - | - | - | - | - | - | - | - | - | - | - | -      | 1      |
| Japan                 | -                                                                                                   | -                                                                                                   | -                                                                                                   | 12.                                                                                                 | 16.                                                                                                 | 11.                                                                                                 | 10.                                                                                                 | 12.                                                                                                 | 12.                                                                                                 | 14.                                                                                                 | -                                                                                                   | 15.                                                                                                 | - | 23. | 15. | - | - | - | 16. | - | - | 16. | - | - | 22. | 24. | 19.    | 15     |
| Južna Koreja          | od 1948.                                                                                            | -                                                                                                   | -                                                                                                   | -                                                                                                   | -                                                                                                   | -                                                                                                   | -                                                                                                   | -                                                                                                   | -                                                                                                   | -                                                                                                   | 12.                                                                                                 | 12.                                                                                                 | 15. | 12. | 8. | 14. | 12. | - | - | 15. | 12. | 13. | 21. | - | - | - | 31     | 12     |
| Kanada                | -                                                                                                   | -                                                                                                   | -                                                                                                   | -                                                                                                   | -                                                                                                   | 16.                                                                                                 | -                                                                                                   | -                                                                                                   | 15.                                                                                                 | -                                                                                                   | -                                                                                                   | -                                                                                                   | - | - | - | - | - | - | 23. | - | - | - | - | - | - | - | -      | 3      |
| Katar                 | neovisna država od 1971.                                                                            | neovisna država od 1971.                                                                            | neovisna država od 1971.                                                                            | neovisna država od 1971.                                                                            | neovisna država od 1971.                                                                            | neovisna država od 1971.                                                                            | neovisna država od 1971.                                                                            | -                                                                                                   | -                                                                                                   | -                                                                                                   | -                                                                                                   | -                                                                                                   | - | - | - | - | - | 16. | 21. | 23. | - | - | 20. | 2. | 8. | 13. | 8.     | 8      |
| Kina                  | -                                                                                                   | -                                                                                                   | -                                                                                                   | -                                                                                                   | -                                                                                                   | -                                                                                                   | -                                                                                                   | -                                                                                                   | -                                                                                                   | -                                                                                                   | -                                                                                                   | -                                                                                                   | - | - | 20. | 20. | - | - | - | - | - | - | - | - | - | - | -      | 2      |
| Koreja                | ujedinjena reprezentacije Sjeverne i Južne Koreje nastupila je samo na SP 2019.                     | ujedinjena reprezentacije Sjeverne i Južne Koreje nastupila je samo na SP 2019.                     | ujedinjena reprezentacije Sjeverne i Južne Koreje nastupila je samo na SP 2019.                     | ujedinjena reprezentacije Sjeverne i Južne Koreje nastupila je samo na SP 2019.                     | ujedinjena reprezentacije Sjeverne i Južne Koreje nastupila je samo na SP 2019.                     | ujedinjena reprezentacije Sjeverne i Južne Koreje nastupila je samo na SP 2019.                     | ujedinjena reprezentacije Sjeverne i Južne Koreje nastupila je samo na SP 2019.                     | ujedinjena reprezentacije Sjeverne i Južne Koreje nastupila je samo na SP 2019.                     | ujedinjena reprezentacije Sjeverne i Južne Koreje nastupila je samo na SP 2019.                     | ujedinjena reprezentacije Sjeverne i Južne Koreje nastupila je samo na SP 2019.                     | ujedinjena reprezentacije Sjeverne i Južne Koreje nastupila je samo na SP 2019.                     | ujedinjena reprezentacije Sjeverne i Južne Koreje nastupila je samo na SP 2019.                     | ujedinjena reprezentacije Sjeverne i Južne Koreje nastupila je samo na SP 2019.                                                      | ujedinjena reprezentacije Sjeverne i Južne Koreje nastupila je samo na SP 2019.                                                                          | ujedinjena reprezentacije Sjeverne i Južne Koreje nastupila je samo na SP 2019.                                                                          | ujedinjena reprezentacije Sjeverne i Južne Koreje nastupila je samo na SP 2019.                                                                          | ujedinjena reprezentacije Sjeverne i Južne Koreje nastupila je samo na SP 2019.                                                                          | ujedinjena reprezentacije Sjeverne i Južne Koreje nastupila je samo na SP 2019.                                                                          | ujedinjena reprezentacije Sjeverne i Južne Koreje nastupila je samo na SP 2019.                                                                          | ujedinjena reprezentacije Sjeverne i Južne Koreje nastupila je samo na SP 2019.                                                                          | ujedinjena reprezentacije Sjeverne i Južne Koreje nastupila je samo na SP 2019.                                                                          | ujedinjena reprezentacije Sjeverne i Južne Koreje nastupila je samo na SP 2019.                                                                          | ujedinjena reprezentacije Sjeverne i Južne Koreje nastupila je samo na SP 2019.                                                                          | ujedinjena reprezentacije Sjeverne i Južne Koreje nastupila je samo na SP 2019.                                                                          | ujedinjena reprezentacije Sjeverne i Južne Koreje nastupila je samo na SP 2019.                                                                          | 22. |        | 1      |
| Kuba                  | -                                                                                                   | -                                                                                                   | -                                                                                                   | -                                                                                                   | -                                                                                                   | -                                                                                                   | -                                                                                                   | -                                                                                                   | -                                                                                                   | 13.                                                                                                 | 15.                                                                                                 | 14.                                                                                                 | - | 13. | 14. | 8. | - | - | - | - | 20. | - | - | - | - | - | -      | 7      |
| Kuvajt                | neovisna država od 1961.                                                                            | neovisna država od 1961.                                                                            | neovisna država od 1961.                                                                            | -                                                                                                   | -                                                                                                   | -                                                                                                   | -                                                                                                   | -                                                                                                   | -                                                                                                   | 15.                                                                                                 | -                                                                                                   | -                                                                                                   | - | 20. | - | 19. | 23. | 20. | 22. | 18. | 22. | - | - | - | - | - | -      | 8      |
| Litva                 | neovisna država od 1990.                                                                            | neovisna država od 1990.                                                                            | neovisna država od 1990.                                                                            | neovisna država od 1990.                                                                            | neovisna država od 1990.                                                                            | neovisna država od 1990.                                                                            | neovisna država od 1990.                                                                            | neovisna država od 1990.                                                                            | neovisna država od 1990.                                                                            | neovisna država od 1990.                                                                            | neovisna država od 1990.                                                                            | neovisna država od 1990.                                                                            | - | - | 10. | - | - | - | - | - | - | - | - | - | - | - | -      | 1      |
| Luksemburg            | -                                                                                                   | -                                                                                                   | 16.                                                                                                 | -                                                                                                   | -                                                                                                   | -                                                                                                   | -                                                                                                   | -                                                                                                   | -                                                                                                   | -                                                                                                   | -                                                                                                   | -                                                                                                   | - | - | - | - | - | - | - | - | - | - | - | - | - | - | -      | 1      |
| Mađarska              | -                                                                                                   | -                                                                                                   | 7.                                                                                                  | -                                                                                                   | 8.                                                                                                  | 8.                                                                                                  | 8.                                                                                                  | 7.                                                                                                  | 9.                                                                                                  | 9.                                                                                                  | 2.                                                                                                  | 6.                                                                                                  | 11. | 17. | 4. | 11. | - | 6. | - | 9. | 6. | 7. | 8. | - | 7. | 10. | 5.     | 21     |
| Maroko                | neovisna država od 1956.                                                                            | neovisna država od 1956.                                                                            | -                                                                                                   | -                                                                                                   | -                                                                                                   | -                                                                                                   | -                                                                                                   | -                                                                                                   | -                                                                                                   | -                                                                                                   | -                                                                                                   | -                                                                                                   | - | 22. | 23. | 17. | 22. | 23. | 20. | - | - | - | - | - | - | - | 29.    | 7      |
| Nigerija              | neovisna država od 1960.                                                                            | neovisna država od 1960.                                                                            | neovisna država od 1960.                                                                            | -                                                                                                   | -                                                                                                   | -                                                                                                   | -                                                                                                   | -                                                                                                   | -                                                                                                   | -                                                                                                   | -                                                                                                   | -                                                                                                   | - | - | - | 23. | - | - | - | - | - | - | - | - | - | - | -      | 1      |
| Nizozemska            | -                                                                                                   | -                                                                                                   | -                                                                                                   | 11.                                                                                                 | -                                                                                                   | -                                                                                                   | -                                                                                                   | -                                                                                                   | -                                                                                                   | -                                                                                                   | -                                                                                                   | -                                                                                                   | - | - | - | - | - | - | - | - | - | - | - | - | - | - | -      | 1      |
| Norveška              | -                                                                                                   | -                                                                                                   | 6.                                                                                                  | 7.                                                                                                  | 11.                                                                                                 | 13.                                                                                                 | 13.                                                                                                 | -                                                                                                   | -                                                                                                   | -                                                                                                   | -                                                                                                   | -                                                                                                   | 13. | - | 12. | 13. | 14. | - | 7. | 13. | 9. | 9. | - | - | 2. | 2. | 6.     | 16     |
| Njemačka              | 1.                                                                                                  | 2.                                                                                                  | 3.                                                                                                  | 4.                                                                                                  | 4.                                                                                                  | 6.                                                                                                  | 5.                                                                                                  | 9.                                                                                                  | 1.                                                                                                  | 7.                                                                                                  | 7.                                                                                                  | -                                                                                                   | 6. | 4. | - | 5. | 8. | 2. | 9. | 1. | 5. | 11. | 5. | 7. | 9. | 4. | 12.    | 25     |
| Poljska               | -                                                                                                   | -                                                                                                   | 5.                                                                                                  | -                                                                                                   | -                                                                                                   | 12.                                                                                                 | 14.                                                                                                 | 4.                                                                                                  | 6.                                                                                                  | 3.                                                                                                  | 14.                                                                                                 | 11.                                                                                                 | - | - | - | - | - | 10. | - | 2. | 3. | 8. | 9. | 3. | 17. | - | 13.    | 16     |
| Portugal              | -                                                                                                   | -                                                                                                   | -                                                                                                   | -                                                                                                   | -                                                                                                   | -                                                                                                   | -                                                                                                   | -                                                                                                   | -                                                                                                   | -                                                                                                   | -                                                                                                   | -                                                                                                   | - | - | 19. | - | 16. | 12. | - | - | - | - | - | - | - | - | 10.    | 4      |
| Rumunjska             | -                                                                                                   | -                                                                                                   | 13.                                                                                                 | 1.                                                                                                  | 1.                                                                                                  | 3.                                                                                                  | 1.                                                                                                  | 1.                                                                                                  | 7.                                                                                                  | 5.                                                                                                  | 9.                                                                                                  | 3.                                                                                                  | 10. | 10. | - | - | - | - | - | - | 15. | 19. | - | - | - | - | -      | 14     |
| Rusija                | neovisna država od 1991.                                                                            | neovisna država od 1991.                                                                            | neovisna država od 1991.                                                                            | neovisna država od 1991.                                                                            | neovisna država od 1991.                                                                            | neovisna država od 1991.                                                                            | neovisna država od 1991.                                                                            | neovisna država od 1991.                                                                            | neovisna država od 1991.                                                                            | neovisna država od 1991.                                                                            | neovisna država od 1991.                                                                            | neovisna država od 1991.                                                                            | 1. | 5. | 1. | 2. | 6. | 5. | 8. | 6. | 16. | - | 7. | 19. | 12. | 14. | 14. ↓2 | 13     |
| Saudijska Arabija     | -                                                                                                   | -                                                                                                   | -                                                                                                   | -                                                                                                   | -                                                                                                   | -                                                                                                   | -                                                                                                   | -                                                                                                   | -                                                                                                   | -                                                                                                   | -                                                                                                   | -                                                                                                   | - | - | 21. | 22. | 21. | 19. | - | - | 23. | - | 19. | 22. | 20. | 21. | -      | 9      |
| Sjeverna Makedonija   | neovisna država od 1991.                                                                            | neovisna država od 1991.                                                                            | neovisna država od 1991.                                                                            | neovisna država od 1991.                                                                            | neovisna država od 1991.                                                                            | neovisna država od 1991.                                                                            | neovisna država od 1991.                                                                            | neovisna država od 1991.                                                                            | neovisna država od 1991.                                                                            | neovisna država od 1991.                                                                            | neovisna država od 1991.                                                                            | neovisna država od 1991.                                                                            | - | - | - | 18. | - | - | - | - | 11. | - | 14. | 9. | 15. | 15. | 23. ↓3 | 7      |
| SAD                   | -                                                                                                   | -                                                                                                   | -                                                                                                   | -                                                                                                   | 15.                                                                                                 | -                                                                                                   | 16.                                                                                                 | 16.                                                                                                 | -                                                                                                   | -                                                                                                   | -                                                                                                   | -                                                                                                   | 16. | 21. | - | - | 24. | - | - | - | - | - | - | - | - | - | Q ↓3   | 6      |
| Slovačka              | neovisna država od 1. siječnja 1993., sudjeluje u međunarodnim natjecanjima od druge polovice 1993. | neovisna država od 1. siječnja 1993., sudjeluje u međunarodnim natjecanjima od druge polovice 1993. | neovisna država od 1. siječnja 1993., sudjeluje u međunarodnim natjecanjima od druge polovice 1993. | neovisna država od 1. siječnja 1993., sudjeluje u međunarodnim natjecanjima od druge polovice 1993. | neovisna država od 1. siječnja 1993., sudjeluje u međunarodnim natjecanjima od druge polovice 1993. | neovisna država od 1. siječnja 1993., sudjeluje u međunarodnim natjecanjima od druge polovice 1993. | neovisna država od 1. siječnja 1993., sudjeluje u međunarodnim natjecanjima od druge polovice 1993. | neovisna država od 1. siječnja 1993., sudjeluje u međunarodnim natjecanjima od druge polovice 1993. | neovisna država od 1. siječnja 1993., sudjeluje u međunarodnim natjecanjima od druge polovice 1993. | neovisna država od 1. siječnja 1993., sudjeluje u međunarodnim natjecanjima od druge polovice 1993. | neovisna država od 1. siječnja 1993., sudjeluje u međunarodnim natjecanjima od druge polovice 1993. | neovisna država od 1. siječnja 1993., sudjeluje u međunarodnim natjecanjima od druge polovice 1993. | neovisna država od 1. siječnja 1993., sudjeluje u međunarodnim natjecanjima od druge polovice 1993.                                  | - | - | - | - | - | - | - | 10. | 17. | - | - | - | - | -      | 2      |
| Slovenija             | neovisna država od 1991.                                                                            | neovisna država od 1991.                                                                            | neovisna država od 1991.                                                                            | neovisna država od 1991.                                                                            | neovisna država od 1991.                                                                            | neovisna država od 1991.                                                                            | neovisna država od 1991.                                                                            | neovisna država od 1991.                                                                            | neovisna država od 1991.                                                                            | neovisna država od 1991.                                                                            | neovisna država od 1991.                                                                            | neovisna država od 1991.                                                                            | - | 18. | - | - | 17. | 11. | 12. | 10. | - | - | 4. | 8. | 3. | - | 9.     | 9      |
| SFRJ                  | -                                                                                                   | -                                                                                                   | 8.                                                                                                  | 9.                                                                                                  | 6.                                                                                                  | 7.                                                                                                  | 3.                                                                                                  | 3.                                                                                                  | 5.                                                                                                  | 2.                                                                                                  | 1.                                                                                                  | 4.                                                                                                  | Q ↓1 | država se raspala 1991. | država se raspala 1991. | država se raspala 1991. | država se raspala 1991. | država se raspala 1991. | država se raspala 1991. | država se raspala 1991. | država se raspala 1991. | država se raspala 1991. | država se raspala 1991. | država se raspala 1991. | država se raspala 1991. | država se raspala 1991. |        | 15     |
| SRJ/SICG              | neovisna država od 1992.                                                                            | neovisna država od 1992.                                                                            | neovisna država od 1992.                                                                            | neovisna država od 1992.                                                                            | neovisna država od 1992.                                                                            | neovisna država od 1992.                                                                            | neovisna država od 1992.                                                                            | neovisna država od 1992.                                                                            | neovisna država od 1992.                                                                            | neovisna država od 1992.                                                                            | neovisna država od 1992.                                                                            | neovisna država od 1992.                                                                            | - | - | 9. | 3. | 3. | 8. | 5. | država se raspala 2006. | država se raspala 2006. | država se raspala 2006. | država se raspala 2006. | država se raspala 2006. | država se raspala 2006. | država se raspala 2006. |        | 5      |
| Srbija                | neovisna država od 2006.                                                                            | neovisna država od 2006.                                                                            | neovisna država od 2006.                                                                            | neovisna država od 2006.                                                                            | neovisna država od 2006.                                                                            | neovisna država od 2006.                                                                            | neovisna država od 2006.                                                                            | neovisna država od 2006.                                                                            | neovisna država od 2006.                                                                            | neovisna država od 2006.                                                                            | neovisna država od 2006.                                                                            | neovisna država od 2006.                                                                            | neovisna država od 2006. | neovisna država od 2006. | neovisna država od 2006. | neovisna država od 2006. | neovisna država od 2006. | neovisna država od 2006. | neovisna država od 2006. | - | 8. | 10. | 10. | - | - | 18. | -      | 4      |
| SSSR                  | -                                                                                                   | -                                                                                                   | -                                                                                                   | -                                                                                                   | 5.                                                                                                  | 4.                                                                                                  | 9.                                                                                                  | 5.                                                                                                  | 2.                                                                                                  | 1.                                                                                                  | 10.                                                                                                 | 2.                                                                                                  | država se raspala 1991. | država se raspala 1991. | država se raspala 1991. | država se raspala 1991. | država se raspala 1991. | država se raspala 1991. | država se raspala 1991. | država se raspala 1991. | država se raspala 1991. | država se raspala 1991. | država se raspala 1991. | država se raspala 1991. | država se raspala 1991. | država se raspala 1991. |        | 8      |
| Španjolska            | -                                                                                                   | -                                                                                                   | 12.                                                                                                 | -                                                                                                   | -                                                                                                   | -                                                                                                   | -                                                                                                   | 13.                                                                                                 | 10.                                                                                                 | 8.                                                                                                  | 5.                                                                                                  | 5.                                                                                                  | 5. | 11. | 7. | 4. | 5. | 4. | 1. | 7. | 13. | 3. | 1. | 4. | 5. | 7. | 3.     | 21     |
| Švedska               | 3.                                                                                                  | 1.                                                                                                  | 1.                                                                                                  | 3.                                                                                                  | 2.                                                                                                  | 5.                                                                                                  | 6.                                                                                                  | 10.                                                                                                 | 8.                                                                                                  | 11.                                                                                                 | 4.                                                                                                  | 1.                                                                                                  | 3. | 3. | 2. | 1. | 2. | 13. | 11. | - | 7. | 4. | - | 10. | 6. | 5. | 2.     | 25     |
| Švicarska             | -                                                                                                   | 4.                                                                                                  | -                                                                                                   | 10.                                                                                                 | 12.                                                                                                 | 14.                                                                                                 | 15.                                                                                                 | -                                                                                                   | -                                                                                                   | 12.                                                                                                 | 11.                                                                                                 | 13.                                                                                                 | 4. | 7. | - | - | - | - | - | - | - | - | - | - | - | - | 16. ↓3 | 11     |
| Tunis                 | neovisna država od 1956.                                                                            | neovisna država od 1956.                                                                            | -                                                                                                   | -                                                                                                   | -                                                                                                   | 15.                                                                                                 | -                                                                                                   | -                                                                                                   | -                                                                                                   | -                                                                                                   | -                                                                                                   | -                                                                                                   | - | 15. | 16. | 12. | 10. | 14. | 4. | 11. | 17. | 20. | 11. | 15. | 19. | 12. | 25.    | 15     |
| Ukrajina              | neovisna država od 1991.                                                                            | neovisna država od 1991.                                                                            | neovisna država od 1991.                                                                            | neovisna država od 1991.                                                                            | neovisna država od 1991.                                                                            | neovisna država od 1991.                                                                            | neovisna država od 1991.                                                                            | neovisna država od 1991.                                                                            | neovisna država od 1991.                                                                            | neovisna država od 1991.                                                                            | neovisna država od 1991.                                                                            | neovisna država od 1991.                                                                            | - | - | - | - | 7. | - | - | 14. | - | - | - | - | - | - | -      | 2      |
| Urugvaj               | -                                                                                                   | -                                                                                                   | -                                                                                                   | -                                                                                                   | -                                                                                                   | -                                                                                                   | -                                                                                                   | -                                                                                                   | -                                                                                                   | -                                                                                                   | -                                                                                                   | -                                                                                                   | - | - | - | - | - | - | - | - | - | - | - | - | - | - | 24.    | 1      |
| Zelenortska Republika | neovisna država od 1975.                                                                            | neovisna država od 1975.                                                                            | neovisna država od 1975.                                                                            | neovisna država od 1975.                                                                            | neovisna država od 1975.                                                                            | neovisna država od 1975.                                                                            | neovisna država od 1975.                                                                            | neovisna država od 1975.                                                                            | -                                                                                                   | -                                                                                                   | -                                                                                                   | -                                                                                                   | - | - | - | - | - | - | - | - | - | - | - | - | - | - | 32. ↓4 | 1      |
| Momčad                | 1938.                                                                                               | 1954.                                                                                               | 1958.                                                                                               | 1961.                                                                                               | 1964.                                                                                               | 1967.                                                                                               | 1970.                                                                                               | 1974.                                                                                               | 1978.                                                                                               | 1982.                                                                                               | 1986.                                                                                               | 1990.                                                                                               | 1993. | 1995. | 1997. | 1999. | 2001. | 2003. | 2005. | 2007. | 2009. | 2011. | 2013. | 2015. | 2017. | 2019. | 2021.  | Ukupno |

↑1  Jugoslavenska rukometna reprezentacija je osvajanjem 4. mjesta na Svjetskom prvenstvu 1990. ostvarila izravan plasman na sljedeće Svjetsko prvenstvo 1993., ali je zbog međunarodnih sankcija Jugoslaviji zbog sudjelovanja u ratu u Bosni i Hercegovini umjesto njih na prvenstvu nasupila čehoslovačka rukometna reprezentacija. Dodatna zaniljivost je da se Čehoslovačka u međuvremenu kao država raspala 1. siječnja 1993., ali je zajednička reprezentacija nastupila i na tom prvenstvu, nakon čega se razdvaja na češku i slovačku reprezentaciju
↑2  Dana 9. prosinca 2019. Svjetska antidopinška agencija (WADA) zabranila je Rusiji svako sudjelovanje u svim međunarodnim sportskim natjecanjima na razdoblje od četiri godine, nakon što je utvrđeno da se ruska vlada miješala u laboratorijske podatke koje je u siječnju dostavila Ruska antidopinška agencija. WADA je u tom trenutku omogućila individualno sudjelovanje ruskim sportašima na Olimpijskim igrama 2020. pod neutralnim zastavom, ali im nije bilo dozvoljeno natjecati se u momčadskim sportovima. Šef odbora za ocjenu sukladnosti WADA-e Jonathan Taylor izjavio je da MOO neće moći koristiti naziv olimpijski sportaši iz Rusije (OAR) kao što je to činio 2018. godine na zimskim olimpijskim igrama, ističući da se neutralni sportaši ne mogu prikazati kao predstavnici određene zemlju. Rusija je potom podnijela žalbu na Sportski arbitražni sud (CAS) protiv odluke WADA-e. Nakon pregleda žalbenog slučaja, CAS je 17. prosinca 2020. donio odluku o smanjenju kazne koju je WADA izrekla Rusiji. Umjesto da Rusiji zabrani sportska događanja, presudom je Rusiji dozvoljeno sudjelovanje na Olimpijskim igrama i drugim međunarodnim događanjima, ali tijekom razdoblja od dvije godine reprezentacije ne mogu koristiti rusko ime, zastavu ili himnu i moraju se predstaviti kao "neutralni sportaši" ili "neutralne momčadi". Presuda dopušta da takve momčadi na uniformi prikazuju naziv "Rusija", kao i upotrebu ruskih boja zastave u dizajnu uniforme Ruska reprezentacija je na Svjetskom prvenstvu 2021. koristila naziv "Momčad Ruskog rukometnog saveza".
↑3  IHF je 12. siječnja 2021. objavio da se reprezentacije Češke i SAD-a prije početka natjecanja povlače sa Svjetskog prvenstva 2021. zbog prevelikog broja zaraženih igrača koronavirusom COVID-19. Njih su zamijenile reprezentacije Sjeverne Makedonije i Švicarske.
↑4  Zelenortska Republika se tijekom natjecanja povukla sa Svjetskog prvenstva 2021. zbog prevelikog broja igrača zaraženih koronavirusom.

## Vanjske poveznice
- Muška SP na IHF-ovoj stranici